# شهرک غربی
شهرک غربی روستایی است که در استان اردبیل، شهرستان پارس‌آباد، بخش مرکزی، دهستان قشلاق شمالی قرار دارد.

## جمعیت
بر اساس سرشماری سال ۱۳۹۵ جمعیت این روستا ۴۲۱۷ نفر با ۹۰۴ خانوار بوده‌است.